# بورکی (شهرستان بیاوستوک)
بورکی (به لهستانی:  Borki) یک روستا در لهستان است که در گمینا گرودک واقع شده‌است.